# Bonson, Loire
Bonson este o comună în departamentul Loire din sud-estul Franței. În 2009 avea o populație de 3.630 de locuitori.

## Evoluția populației
| An        | 1975  | 1982  | 1990  | 1999  | 2006  | 2009  |
| --------- | ----- | ----- | ----- | ----- | ----- | ----- |
| Populație | 1.513 | 2.566 | 3.880 | 3.816 | 3.710 | 3.630 |